# (333) Badenia
(333) Badenia es un asteroide perteneciente al cinturón de asteroides descubierto el 22 de agosto de 1892 por Maximilian Franz Wolf desde el observatorio de Heidelberg-Königstuhl, Alemania.
Está nombrado por el antiguo Gran Ducado de Baden.